# Liste des personnages du Tour du monde en quatre-vingts jours

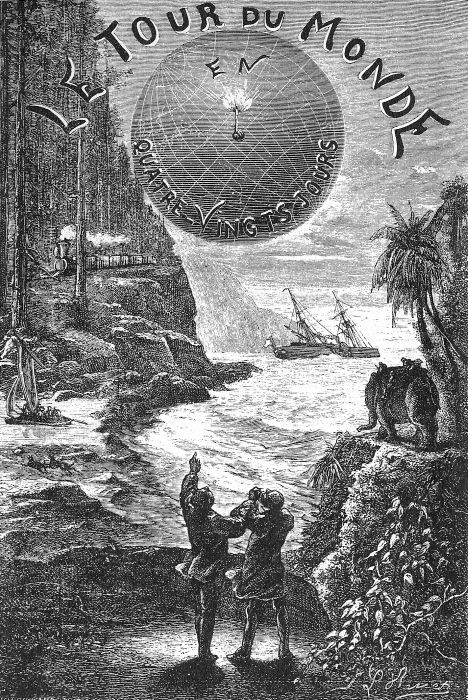

Cet article recense les personnages, les animaux, les navires et les lieux du roman de Jules Verne, Le Tour du monde en quatre-vingts jours.

## Personnages du tour du monde en quatre - vingts jours
- Lord Albermale

Vieux gentleman fortuné, mais paralytique. Enthousiasmé par la tentative de Phileas Fogg, il parie cinq mille livres sur la réussite du projet. S'il n'était cloué sur son fauteuil, il aurait donné sa fortune pour pareille aventure. Il reste son seul soutien après la découverte du vol de la Banque d'Angleterre. « Et quand, en même temps que la sottise du projet, on lui en démontrait l'inutilité, il se contentait de répondre: Si la chose est faisable, il est bon que ce soit un Anglais qui le premier l'ait faite! ». À la fin du roman, lorsque les parieurs ne donnent plus aucune chance à Fogg, le vieillard le prend à égalité.
- Mistress Aouda

- William Batulcar

Sorte de Barnum américain, directeur d'une troupe de cirque ( Longs-nez-longs-nez). Quand Passepartout, qui a rejoint la troupe,lors d'un spectacle, voit son maitre, il se précipite vers lui. Mais en le rejoignant, la pyramide d'équilibristes s'effondre. Batulcar, fou de rage, se radoucit lorsque Fogg lui offre une poignée de bank-notes.
- John Bunsby

Pilote. Patron de la Tankadère. Cet homme de quarante-cinq ans, d'une grande vigueur, possède une figure énergique au hâle noirci et chacun pourrait lui faire confiance rien qu'à sa physionomie. Fogg lui propose de le conduire à Yokohama et lui offre cent livres par jour s'il arrive le 14 novembre au plus tôt à cette destination. Bunsby hésite à entreprendre la traversée, sachant bien que la goélette ne pourrait y parvenir à cette époque de l'année et n'y arriverait pas à la date indiquée. Mais il lui dévoile une autre destination plus adéquate aux possibilités de son navire: Nagasaki ou Shangaï. En effet, le paquebot pour l'Amérique fait escale dans ces deux villes et Fogg pourrait aisément y embarquer. Ce dernier accepte. Durant le parcours, la Tankadère essuie un terrible coup de vent mais se comporte de belle manière. Arrivés en vue de Shanghaï, les hommes de l'équipage jettent toutes leurs forces pour rejoindre ce point. Mais le paquebot américain est déjà en rade et prêt à repartir. Grâce au petit canon que possède la goélette, des signaux sont faits et le pavillon est mis en berne. Le paquebot retarde son départ et Fogg peut y prendre passage, en compagnie d'Aouda et de Fix, après avoir largement rétribué John Bunsby.    
- Sir Francis Cromarty

- Samuel Fallentin

Banquier et un des partenaires habituels de Phileas Fogg dans les parties de whist au Reform-Club. Il mettra quatre mille livres dans la balance pour tenir le pari.
- Inspecteur Fix

- Thomas Flanagan

Brasseur londonien. Un des habitués des parties de whist au Reform-Club. Comme quatre de ses connaissances, il pariera quatre mille livres sur l'échec de la tentative de Phileas Fogg.
- Phileas Fogg

- James Forster

Domestique de Phileas Fogg. Le prédécesseur de Passepartout. Il est renvoyé par son maître pour avoir apporté au moment du rasage de ce dernier de l'eau à quatre-vingt-quatre degrés Fahrenheit au lieu de quatre-vingt-six degrés.  
- Guide parsi (le)

Après avoir acheté l'éléphant Kiouni, Fogg recherche un guide et engage un jeune Parsi, à la figure intelligente, qui se propose de lui-même. Traversant les forêts de l'Inde, les voyageurs découvrent les préparations du sutty concernant Aouda. Le guide est au courant de son histoire et narre à Phileas Fogg et à ses compagnons les faits de sa connaissance concernant la victime. Étant Parsi, lui aussi, il accepte de participer à la délivrance de la jeune femme, malgré les risques qu'il encourt pour sa vie. La princesse délivrée, il conduit le groupe jusqu'à Allahabad. Fogg lui paie ses services comme cela était convenu. Puis il ajoute: « Parsi, tu as été serviable et dévoué. J'ai payé ton service, mais non ton dévouement. Veux-tu cet éléphant? Il est à toi ». Le guide n'en croit pas ses yeux, mais devient effectivement propriétaire de l'intelligent animal. 
- William Hitch

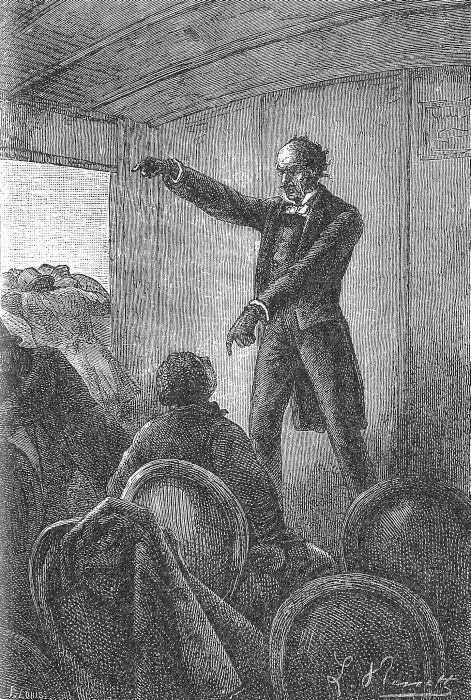
William Hitch prêchant devant un auditoire médusé

Missionnaire mormon. C'est un homme de haute taille, des moustaches noires, des bas, un gilet, un chapeau et un pantalon de même couleur, mais une cravate blanche et des gants de peau de chien. Cet honorable elder profite de sa présence dans le train reliant San Francisco à New York pour programmer une conférence sur le mormonisme. Passepartout, qui n'a rien de mieux à faire, s'y rend. Le missionnaire se met à déclamer devant son auditoire toute l'histoire de la religion des Saints des derniers jours depuis les temps bibliques. Ce même auditoire, composé d'une trentaine de personnes, s'amenuise au fur et à mesure que le prédicateur avance dans la rétrospective des différents chefs mormons. La colère de l'elder monte au paroxysme lorsqu'il s'en prend au Congrès américain, coupable d'avoir chassé ces polygames de différents états. Finalement, Passepartout sera le dernier spectateur, mais finira par s'enfuir lui aussi.  
William Hitch tient son nom d'un missionnaire mormon rencontré par Jules Verne en 1867 à bord du Great-Eastern, Lorenzo Hill Hatch. 
- Jejeeh

Commerçant à Hong-Kong. C'est un cousin du négociant Sir James Jejeebhoy, anobli par la reine, et parent de Mistress Aouda. La jeune femme, ne pouvant rester en Inde par mesure de sécurité, compte trouver refuge chez ce richissime commerçant. Mais, vérification faite par Phileas Fogg, le sieur Jejeeh ne réside plus à Hong-Kong. Fortune faite, il est allé s'établir en Europe, en Hollande précisément. Fogg, sans sourciller, décide Aouda à l'accompagner jusqu'à son retour en Angleterre.
- Kamerfield

Candidat à l'élection de juge de paix à San Francisco. Ses partisans, confrontés à ceux de son adversaire, transforment la ville en véritable champ de bataille.
- Lord Longsferry

Avant de rentrer au service de Phileas Fogg, Passepartout a été employé dans une dizaine de maisons sans trouver le calme qu'il recherchait. La dernière en date était celle de Lord Longsferry, un jeune membre du Parlement, qui passe ses nuits dans les tavernes d'Hay-Markert et rentre systématiquement chaque matin chez lui sur les épaules des policemen. Passepartout lui ayant fait quelques remarques et ces dernières étant mal reçues, les deux partis se séparèrent à l'amiable.
- Mandiboy

Concurrent de Kamerfield dans l'élection d'un juge de paix à San Francisco. Au moment où Phileas Fogg débarque dans la ville, ses troupes se heurtent à celles de son adversaire. Fix fera les frais de cet affrontement.
- Mudge

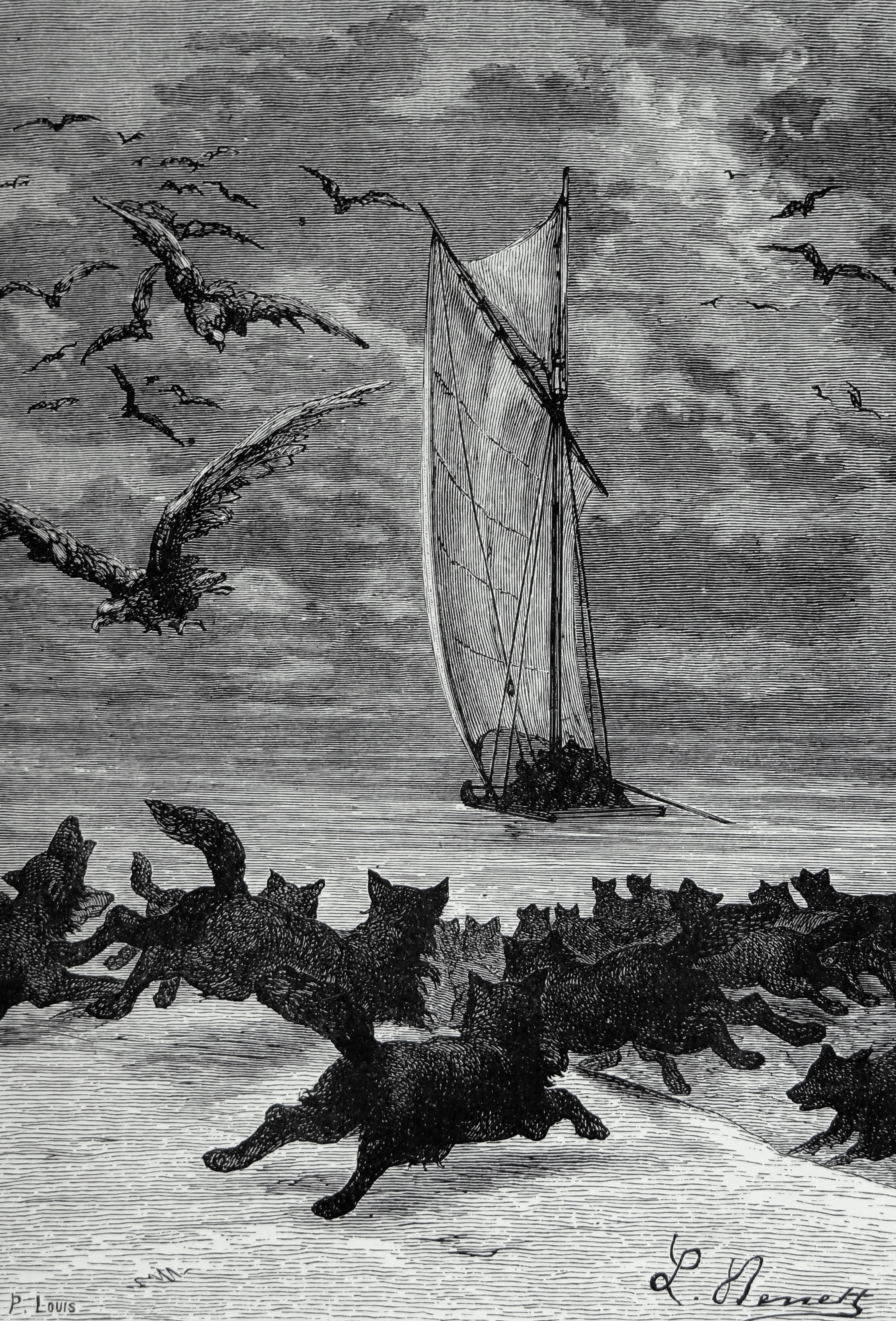
Quelques loups des prairies poursuivant le traîneau à voiles

Après l'attaque du train et alors que Phileas Fogg est parti délivrer Passepartout prisonnier des Sioux, cet Américain vient trouver l'inspecteur Fix pour lui faire une proposition que ce dernier refuse. La locomotive, après sa course folle, est revenue à la station de Kearney pour raccrocher les wagons et récupérer les voyageurs naufragés. Mistress Aouda refuse de repartir sans Fogg et Fix suit son exemple. Quand le globe-trotter revient enfin avec son serviteur qu'il a réussi à sauver des mains des indiens, il apprend que le prochain train n'est prévu que pour le lendemain soir. C'est alors que le policier se souvient de l'homme qui l'a accosté et en fait part au gentleman. Ce dernier se rend dans la hutte de l'Américain du nom de Mudge. Celui-ci lui propose de rattraper le retard et de le conduire à la station d'Omaha en traîneau à voiles. Fogg inspecte le véhicule. Une sorte de châssis, posé sur deux longues poutres légèrement relevées vers l'avant, qui peut accueillir cinq ou six personnes, un mât dressé muni d'une immense brigantine et retenu par des haubans métalliques tendant un foc de grande dimension, à l'arrière une sorte de gouvernail-godille pour diriger l'appareil, en somme un traîneau gréé en sloop. Un marché est conclu entre Fogg et Mudge, qui promet de conduire les passagers dans un bref délai jusqu'à l'autre station. Le véhicule filant à quarante milles à l'heure sur un étang glacé et poussé par une brise constante met cinq heures pour rejoindre Omaha et Mudge touchera la forte prime promise par l'impatient gentleman.  
- Juge Obadiah

Le juge qui instruit le procès de Passepartout pour l'incident de la pagode de Malebar-Hill. Un gros homme tout rond et, sans doute, un peu distrait. En effet, en entrant dans la salle d'audience, il se coiffe de sa perruque et s'aperçoit qu'elle ne lui va pas. Ayant confondu avec la coiffe du greffier Oysterpuf, il lui la rend en lui disant : « Cher monsieur Oysterpuf, comment voulez-vous qu'un juge puisse rendre une bonne sentence avec la perruque d'un greffier! ». Passepartout ayant reconnu le fait qu'il est entré chaussé dans le lieu sacré, il le condamne à quinze jours de prison et à trois cents livres d'amende. Pour faire bonne mesure, puisque le maître doit être tenu responsable des agissements de son serviteur, il condamne Phileas Fogg à une peine de huit jours de détention et une amende de cent cinquante livres. Puis il va passer à l'affaire suivante, lorsque le gentleman offre caution. Comme c'est son droit, Obadiah fixe la somme à mille livres pour chacun d'eux. Une fois libres et Passepartout ayant récupéré ses souliers, le pauvre garçon peut soupirer : « En voilà qui coûtent cher! (…) Plus de mille livres chacun! Sans compter qu'ils me gênent! ».
- Oysterpuf

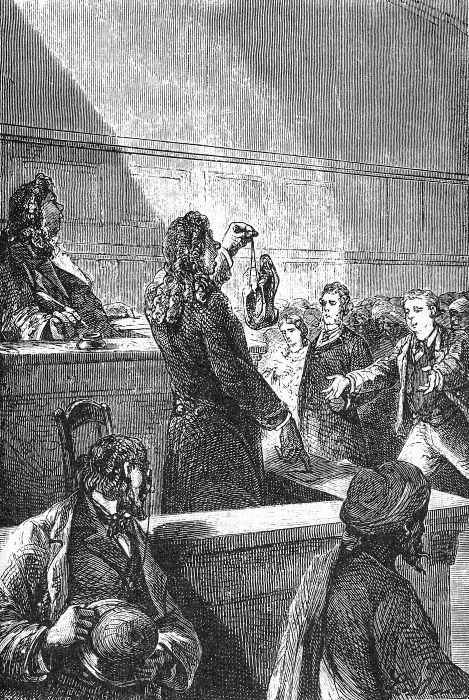
Oysterpuf présentant l'arme du crime

Greffier du tribunal de Calcutta. C'est lui qui argumente devant le juge Obadiah contre Jean Passepartout dans le procès qui est fait à ce dernier pour ne pas s'être déchaussé en entrant dans la pagode de Malebar-Hill, alors que Fogg et son serviteur croient être jugés sur une dénonciation des prêtres de Pillaji, instigateurs du sutty contre Mistress Aouda. 
- Jean Passepartout

- Colonel Stamp W. Proctor

Colonel yankee. Un énorme gaillard à la barbiche rouge, au teint coloré et d'une belle carrure. Durant le meeting à San Francisco pour l'élection d'un juge de paix, il se trouve face à face avec Phileas Fogg. Détestant les Anglais, il s'apprête à assommer le gentleman, mais c'est Fix qui prend le coup à sa place. Dans la cohue, il a le temps de lancer à Fogg son nom en lui promettant qu'ils se retrouveront. En effet, c'est ce qui arrive durant le parcours en train jusqu'à New York. Toujours aussi grossier, le colonel défie le globe-trotter et ce dernier accepte le duel. Les deux hommes se rendent dans le wagon de queue où les quelques passagers qui y étaient installés sont priés de sortir. Armés chacun d'un revolver, les deux hommes sont prêts à s'affronter, lorsque des cris éclatent, cris poussés par les Sioux qui attaquent le train. Dans la bataille, le colonel Proctor sera grièvement blessé. 
- Gauthier Ralph

Administrateur de la Banque d'Angleterre et un habitué du Reform-Club. Ralph est surtout préoccupé par le vol qui vient d'être commis. Il ne doute pas un instant que le voleur sera arrêté. Il dédouane le caissier qui enregistrait au moment des faits une recette de trois shillings et six pence et ne pouvait avoir l'œil à tout. La conscience un peu plus apaisée, Ralph tiendra le pari de Phileas Fogg et le perdra. Seule consolation pour lui, le voleur sera appréhendé. 
- Révérend Décimus Smith

Ministre du culte, se rendant à Bombay. Durant la traversée à bord du Mongolia, il rencontre Phileas Fogg, joueur de whist autant enragé que lui. Ils passeront leur temps à la table de jeu en compagnie de Sir Francis Cromarty et d'un collecteur de taxes.
- Andrew Speedy

- James Strand

Personnage qui n'apparaît pas, mais dont l'existence est primordiale dans l'intrigue du roman. Il s'agit en effet du voleur de la Banque d'Angleterre, dont le portrait physique est très rapprochant de celui de Phileas Fogg, ce qui conduit l'inspecteur Fix a soupçonné ce dernier. Dès qu'il pose le pied sur le sol anglais, le policier arrête le gentleman londonien. Ayant appris que le véritable coupable venait d'être appréhendé trois jours plus tôt, le 17 décembre 1872, Fix revient se confondre en excuses devant Fogg qui, pour le coup, perdra tout son flegme.
- Andrew Stuart

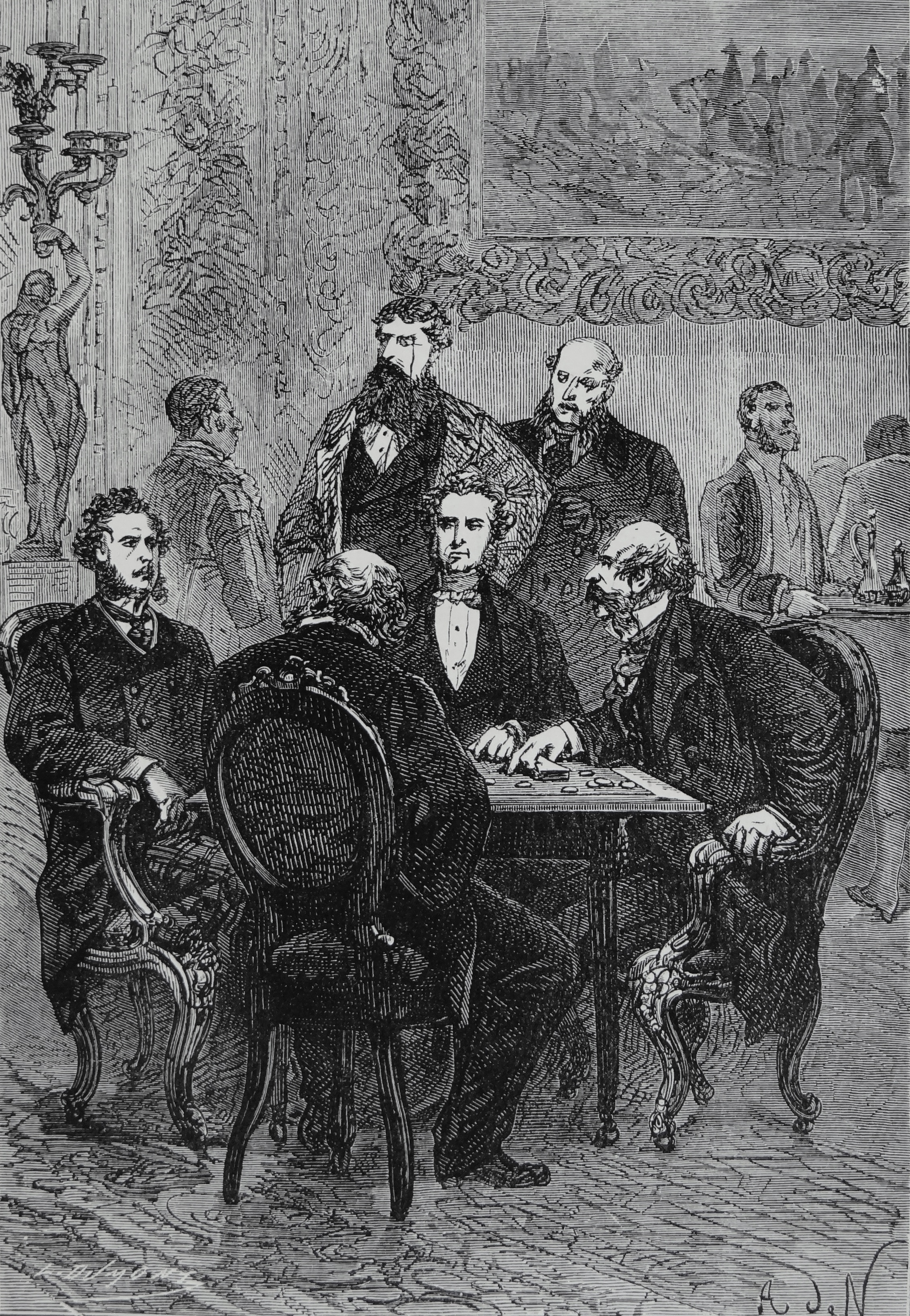
Andrew Stuart défiant Phileas Fogg

Ingénieur. Stuart, préposé aux parties de whist avec Phileas Fogg et ses autres partenaires coutumiers, est sans doute le plus incrédule et le plus impétueux d'entre eux. Déjà prêt à taquiner Gauthier Ralph sur le vol de la Banque d'Angleterre, il se monte très vite dans la discussion qui suit sur la possibilité de faire le tour du monde en un temps donné, précisément quatre-vingts jours. Devant l'impassibilité de Fogg qui soutient que cela peut se faire, il en arrive à lui jeter un défi sous la forme d'un pari. Dès lors peut débuter l'étonnant voyage contre le temps.
- John Sullivan

Banquier. Un partenaire attitré aux parties de whist du Reform-Club. C'est lui qui montre le calcul établi par le Morning Chronicle pour faire le tour du monde en quatre-vingts jours. Avec ses quatre autres collègues de jeu, il tiendra le pari lancé par Phileas Fogg et le perdra.
- Révérend Samuel Wilson

Révérend officiant dans la paroisse de Mary-le-Bone. Phileas Fogg le fait prévenir par Passepartout pour qu'il célèbre son mariage avec Mistress Aouda, le lendemain, un lundi. Il est huit heures cinq. Le serviteur se rend à la demeure de l'ecclésiastique, mais ce dernier n'est pas encore rentré. Passepartout attend vingt minutes et, à l'arrivée du révérend, il lui fait part de la requête de son maître. Il apprend alors que ce ne sera pas possible demain, car demain c'est dimanche. Abasourdi, le Français regagne la maison de Saville-row. Il est huit heures trente-cinq. Il entraîne Fogg comme un fou au Reform-Club. En dix minutes, les deux hommes y arrivent et le gentleman peut se présenter à l'heure dite devant ses partenaires de jeu.

## Animaux
- Kiouni

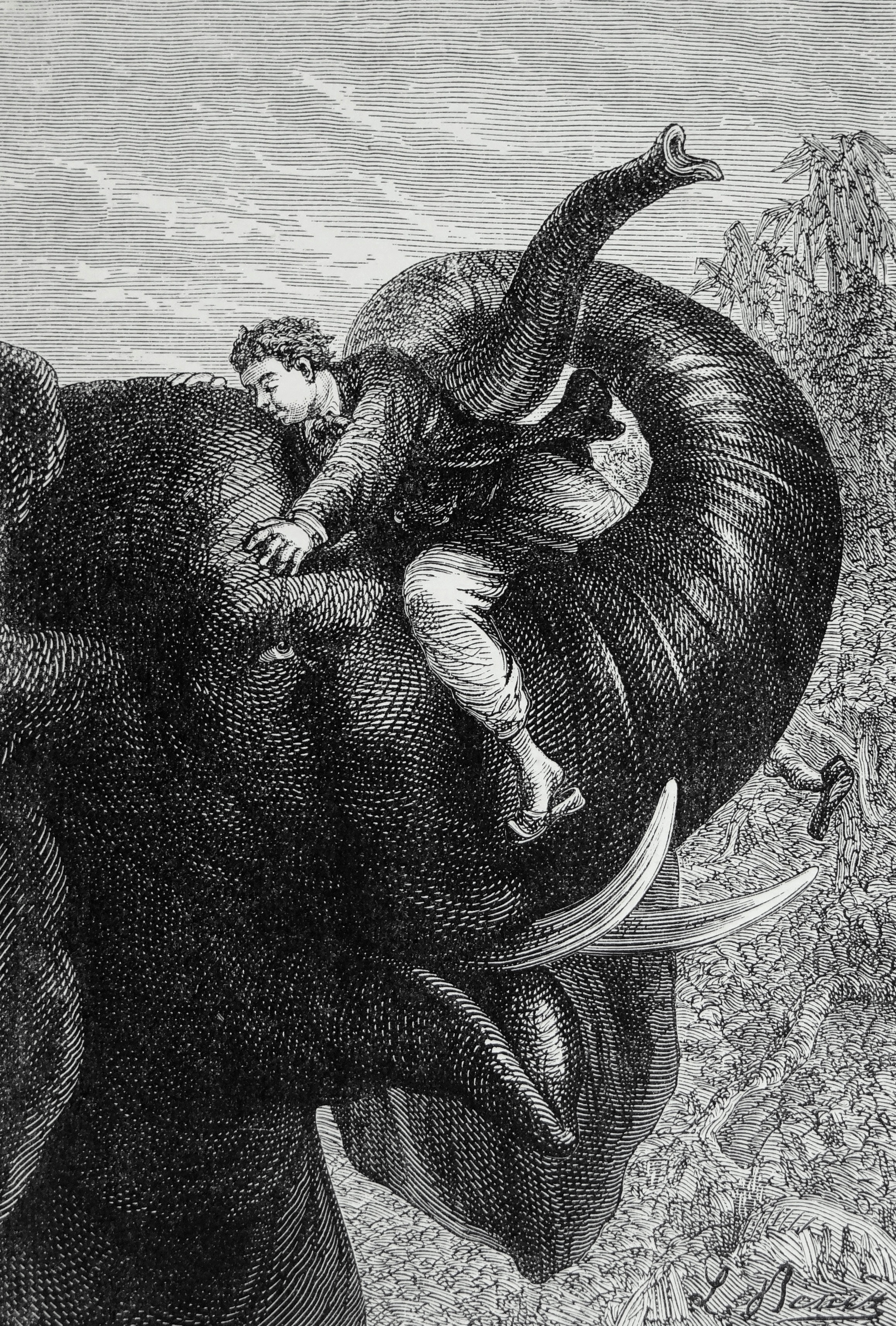
Passepartout faisant ses adieux à Kiouni

Un tronçon du chemin de fer n'étant pas installé entre Kholby et Allahabad, Phileas Fogg doit pallier ce contretemps. Passepartout découvre heureusement un Indien et son éléphant. « Là, ils se trouvèrent en présence d'un animal, à demi domestiqué, que son propriétaire élevait, non pour en faire une bête de somme, mais une bête de combat ». Kiouni, c'était son nom, peut fournir comme ses congénères une marche rapide à travers la jungle. Mais l'indien est réticent pour le vendre et les enchères montent vertigineusement jusqu'à deux mille livres. Pour cette somme, l'Indien accepte. Fogg n'a plus qu'à trouver un guide exercé au métier de cornac. Il le découvre en la personne d'un jeune Parsi. Et Kiouni, employé comme véhicule, transportera le gentleman et ses compagnons jusqu'à Allahabad. En chemin, il participera au sauvetage de Mistress Aouda. Sa mission accomplie, Phileas Fogg l'offre au brave guide qui n'en croit pas ses yeux.

## Navires
- Mongolia

Paquebot anglais de la Compagnie péninsulaire et orientale. C'est un steamer en fer à hélice et à spardeck qui fait la liaison entre Brindisi et Bombay par le canal de Suez. Rapide marcheur, il jauge deux mille huit cents tonneaux et possède une force de cinq cents chevaux. C'est le premier navire emprunté par Phileas Fogg pour son tour du monde. Il y prend place le 5 octobre et arrive à Bombay le 20 octobre, avec deux jours d'avance sur l'horaire prévu. À bord, au cours de ses habituelles parties de whist, il fait la connaissance de Sir Francis Cromarty qui l'accompagnera à travers l'Inde jusqu'à Bénarès. À l'escale de Suez, l'inspecteur Fix s'embarque sur le paquebot afin de ne pas perdre des yeux Fogg, en attendant le fameux mandat d'arrêt, et lie connaissance avec Passepartout.
- Rangoon

Paquebot de la Compagnie péninsulaire et orientale employé au service des mers de la Chine et du Japon. C'est un steamer en fer à hélice jaugeant dix-sept cent soixante dix tonneaux et d'une force de quatre cents chevaux. S'il égale le Mongolia en vitesse, ce n'est pas le cas pour le confort. Le Rangoon assurant la liaison entre Bombay et Hong-Kong, Phileas Fogg y a pris place en compagnie de Mistress Aouda et de Passepartout. Fix n'a pas manqué de s'y embarquer, ce qui attire la suspicion du Français. Parti le 25 octobre, le steamer n'arrive à son lieu de destination que le 6 novembre avec un jour de retard, la faute aux mauvaises conditions atmosphériques et au navire lui-même, gréé en brick, avec un tirant d'eau mal calculé lors de sa construction.
- Tankadère

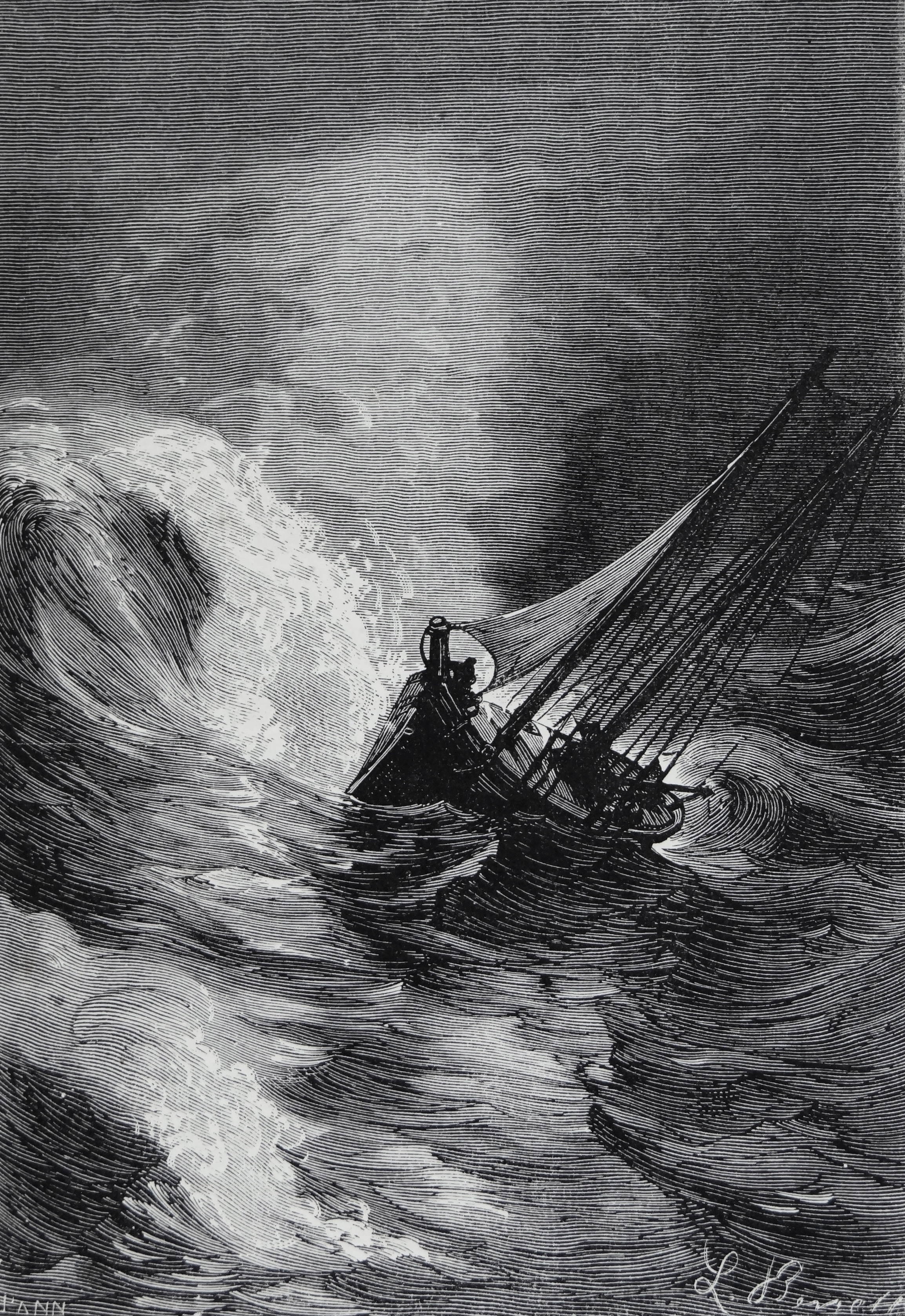
La Tankadère louvoyant dans la tempête

Bateau-pilote no 43 en rade dans le port de Hong-Kong. L'équipage est composé du patron, John Bunsby, et de quatre hommes. Merveilleux marcheur, il est déjà titulaire de plusieurs prix dans les matches de bateaux-pilotes. C'est une charmante petite goélette jaugeant vingt tonneaux qu'on aurait pu prendre pour un yacht de course. Très dégagée dans ses façons et très allongée dans ses lignes d'eau, elle est tenue en parfait état par le capitaine. Comprenant deux mâts, elle porte brigantine, misaine, trinquette, focs et flèches. Après avoir manqué le Carnatic, Fogg décide de s'y embarquer avec Mistress Aouda et Fix, Passepartout ayant mystérieusement disparu. Durant la traversée jusqu'à Shanghai, le petit navire essuiera un terrible typhon, mais fera bravement face à la mer déchainée et permettra ainsi à ses passagers d'arriver à temps et de pouvoir prendre place à bord du paquebot en partance pour San Francisco.   
- Henrietta

## Lieux
- Reform-Club (le)

Vaste édifice situé dans Pall-Mall dont la construction n'a pas coûté moins de trois millions. Phileas Fogg y a ses habitudes, passant le plus clair de son temps dans ce « temple de la respectabilité ». Il y déjeune et y dîne, prend connaissance des différents journaux et y dispute des parties de whist avec quelques-uns des habitués. C'est dans ce lieu que va se conclure le pari fou.